# Ісайківська сільська рада
| Ісайківська сільська рада — колишній орган місцевого самоврядування у Богуславському районі Київської області з адміністративним центром у с. Ісайки. Водоймища на території, підпорядкованій даній раді: р. Реп'яшка. Сільській раді були підпорядковані населені пункти: - с. Ісайки - с. Яцюки |

## Склад ради
Рада складалася з 16 депутатів та голови.

### Керівний склад ради
| ПІБ                       | Основні відомості                                                                       | Дата обрання | Дата звільнення |
| ------------------------- | --------------------------------------------------------------------------------------- | ------------ | --------------- |
| Олексієнко Федір Іванович | Сільський голова, 1959 року народження, освіта, член Соціалістичної партії України      | 26.03.2006   | 31.10.2010      |
| Олексієнко Федір Іванович | Сільський голова, 1959 року народження, освіта середня спеціальна, член Партії регіонів | 31.10.2010   |                 |

Примітка: таблиця складена за даними джерела